# Rožňava
Rožňava (en hongarès: Rozsnyó, en alemany: Rosenau, en llatí: Rosnavia) és una ciutat d'Eslovàquia. Es troba a la regió de Košice, és capital del districte de Rožňava. És a 75 km a l'oest de Košice.

## Història
La primera referència escrita de la vila data del 1230.

## Població
| Godina             | 1994   | 2004   | 2014   | 2024    |
| ------------------ | ------ | ------ | ------ | ------- |
| Nombre de persones | 19.602 | 19.226 | 19.450 | 16.857  |
| Diferència         |        | −1,91% | +1,16% | −13,33% |

| Godina             | 2023   | 2024   |
| ------------------ | ------ | ------ |
| Nombre de persones | 16.932 | 16.857 |
| Diferència         |        | −0,44% |

Nacionalitats
| Nacionalitat | Habitants | Percentatge |
| ------------ | --------- | ----------- |
| Eslovacs     | 11 816    | 59,96%      |
| Hongaresos   | 3 909     | 19,84%      |
| Romanesos    | 470       | 2,38%       |
| Txecs        | 79        | 0,40%       |
| Altres       | 3 301     | 16,75%      |

Religió
| Religió       | Percentatge |
| ------------- | ----------- |
| Catòlics      | 41,1%       |
| Sense religió | 32,3%       |
| Evangèlics    | 12,0%       |
| Grecocatòlics | 1,3%        |
| Altres        | 4,0%        |

## Ciutats agermanades
- Topola, Sèrbia
- Belváros-Lipótváros, Hongria
- Szerencs, Hongria
- Český Těšín, República Txeca
- Cieszyn, Polònia
- Glarusm, Suïssa

1. 1 2  «Počet obyvateľov podľa pohlavia - obce (ročne) [om7101rr_obce=AREAS_SK]».   Statistical Office of the Slovak Republic, 31-03-2025. [Consulta: 31 març 2025].